# Fulvio Mariottelli
Fulvio Mariottelli (Perugia, 1559 – Perugia, 1639) è stato un presbitero, bibliotecario ed erudito italiano.

## Biografia
Presbitero perugino, fu discepolo di Marco Antonio Bonciari e membro dell'Accademia degli Insensati con lo pseudonimo de “Il Sommerso”. Dal 1617 al 1620 ebbe l'incarico di direttore della Biblioteca Augusta da Prospero Podiani e ne curò il riordino dei volumi compilando un nuovo inventario di cui fornisce notizia nella sua opera più celebre: Ragguaglio intorno alla libraria che fu del Sig. Prospero Podiani, stampata a Perugia presso lo stampatore Marco Naccarini, il 1º gennaio 1618. Il Ragguaglio s'inserisce senza sfigurare tra il De Bibliothecis Syntagma dell'umanista e filosofo fiammingo Giusto Lipsio (1602)  e l'Advis pour dresser une bibliothèque di Gabriel Naudé (1627). Da ricordare anche è la Neopaedia, ovvero “una sorta di dizionario enciclopedico che testimonia la vastità della sua cultura e la non comune preparazione bibliografica” .